# Epifungium adscabra
Epifungium adscabra is een slakkensoort uit de familie van de Epitoniidae. De wetenschappelijke naam van de soort is voor het eerst geldig gepubliceerd in 2005 door Gittenberger & Gittenberger.